# Geologia da Argentina

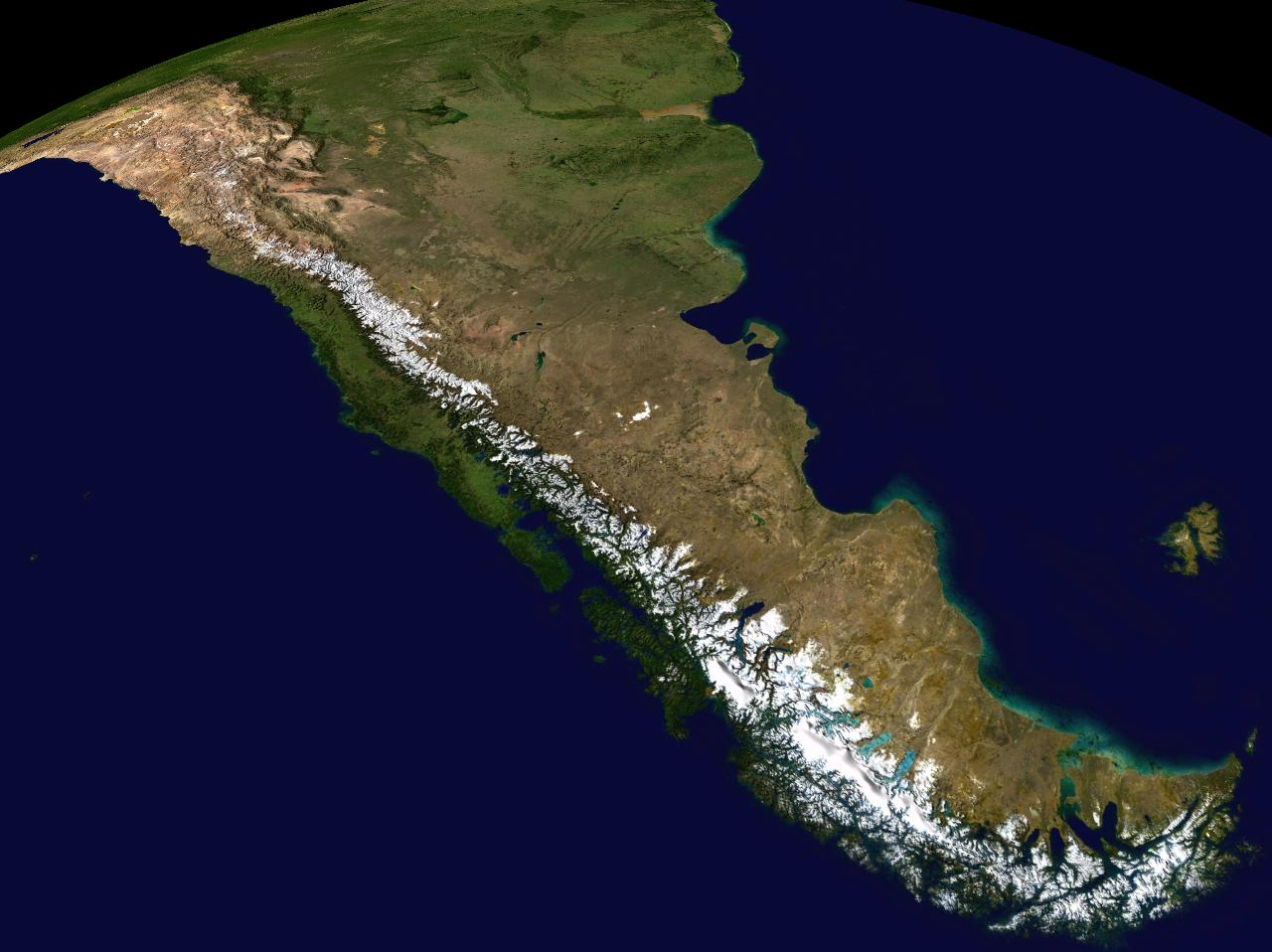
imagem de satélite da cordilheira dos Andes

A geologia da Argentina descreve a composição e a história da formação e desenvolvimento das regiões geológicas que hoje são a Argentina. Dentre as unidades geológicas argentinas, destacam-se o sistema andino a oeste, tectonicamente ativo, e a zona leste, mais estável, composta por camadas pré-cambrianas do Maciço Patagônico ao sul e do Maciço ou Escudo Brasileiro ao norte e, repousando sobre nele, a Planície de Chacopampa, formada pela acumulação em épocas geológicas recentes por sedimentos marinhos ou vulcânicos.

## Composição

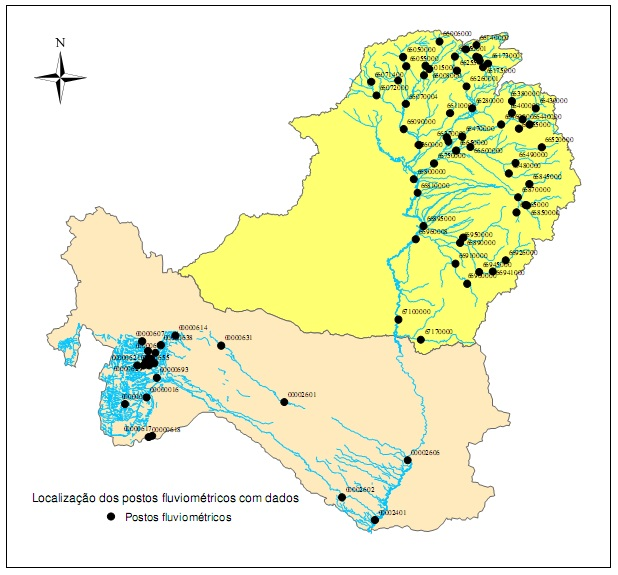
bacia do Rio Paraguai

A Argentina é formada pelas mesmas unidades tectônicas básicas do resto da América do Sul .

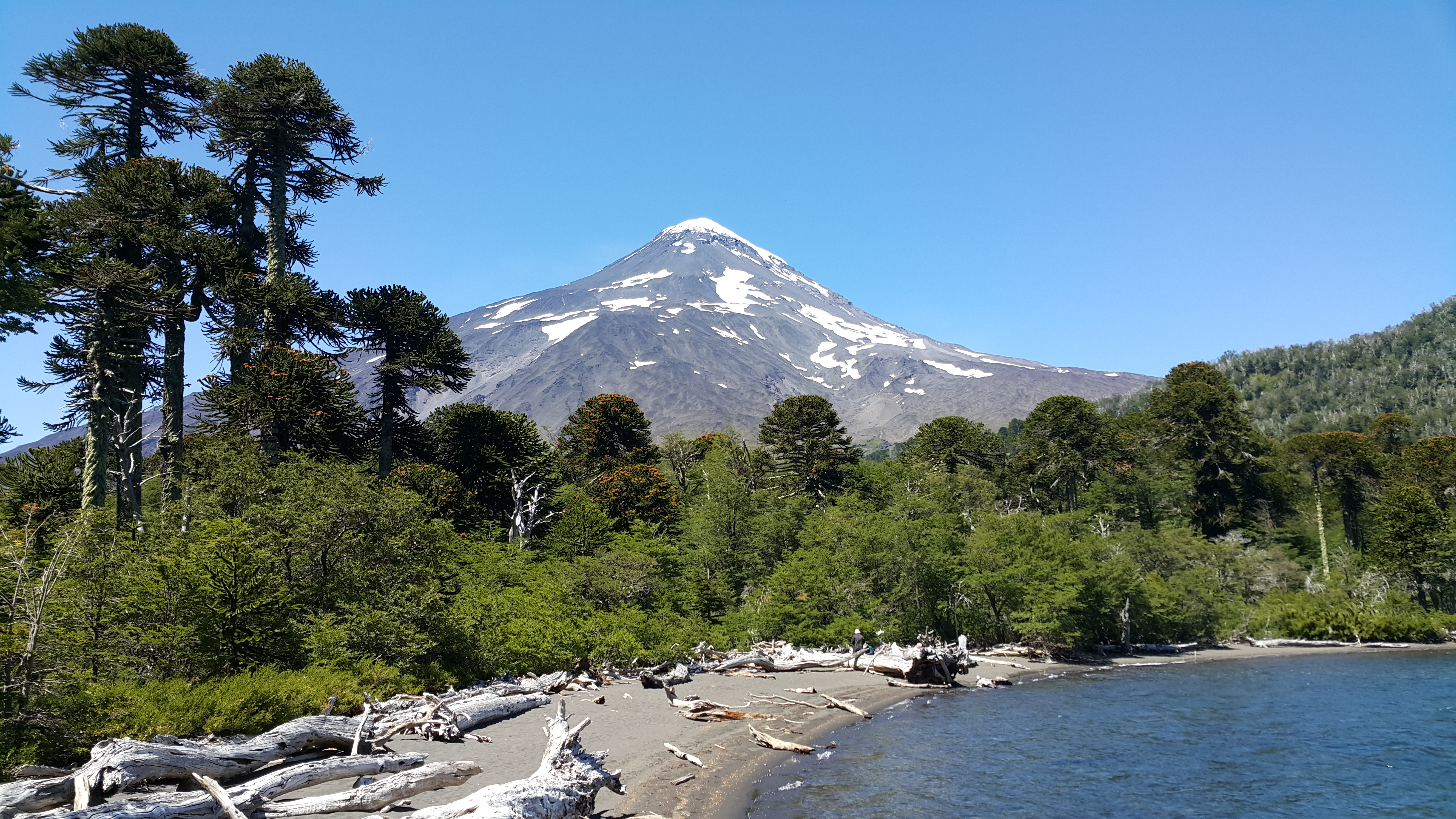
vulcão Lanin visto de longe

Os Andes estendem-se de norte a sul na zona ocidental argentina, paralelamente à costa do Pacífico ; originou-se durante o Cenozóico, e é caracterizada por áreas altas e intensa atividade vulcânica e sísmica.
A parte oriental do país repousa sobre dois blocos antigos que se unem no rio Colorado : a saber, o Planalto Patagônico, ao sul, é formado por planaltos que se inclinam de leste a leste, cobertos por depósitos de pedra ou eólicos. As margens são formadas por ravinas, marcadas por desníveis de até 200 m. Os vales fluviais correm de oeste para leste; esse escudo continua até o Atlântico, que dá origem à plataforma continental da qual se destacam as Malvinas . O Maciço Brasileiro constitui a base do norte do país; está coberto principalmente por sedimentos, com exceção de alguns destaques na Serra dos Pampas, Puna, Sistema Tandilia e Ilha Martín García .
Finalmente, as bacias sedimentares de formação recente são representadas pela Planície Chacopampa, que se estende desde a base dos Andes até o Oceano Atlântico e contém as planícies do Chaco, Pampa e Mesopotâmia Argentina . A bacia do rio Paraguai ocupa a ponta oriental. As zonas oeste e central são direcionadas para as bacias dos rios que vêm dos Andes. A sul, o baixo declive do relevo e o solo argiloso criam uma zona muito propensa a inundações.

## Referencias
1. ↑  http://www.lateinamerika-studien.at/content/natur/naturesp/natur-172.html Arquivado em 2014-03-23 no Wayback Machine Configuración geológica de Sudamérica, Espacios naturales de Latinoamérica: Desde la Tierra del Fuego hasta el Caribe, Borsdorf, Alex; Dávila, Carlos; Hoffert, Hannes; kaj Tinoco Rangel, Carmen Isabel, alirita la 4an de februaro de 2012.
2. 1 2  http://www.ulpgc.es/descargadirecta.php?codigo_archivo=7913 Unidad didáctica 1: El territorio latinoamericano, Universidad de las Palmas de Gran Canaria, PDF, alirita la 3an de februaro de 2012.
3. ↑  http://www.portalplanetasedna.com.ar/relieve3.htm Historia Geológica de la Argentina, alirita la 4an de februaro de 2012